# Інгрід Ніл
Інгрід Ніл (ест. Ingrid Neel) — естонсько-американська тенісистка, що спеціалізується на парній грі.

## Фінали турнірів WTA

### Парний розряд: 3 титули
| Легенда       |
| ------------- |
| Grand Slam    |
| WTA 1000      |
| WTA 500 (1–0) |
| WTA 250 (2–0) |

| За поверхнею |
| ------------ |
| Хард (1–0)   |
| Трава (1–0)  |
| Грунт (1–0)  |
| Килим (0–0)  |

| Результат | В–П | Дата     | Турнір                                 | Статус  | Поверхня | Партнерка       | Супротивниці                         | Рахунок               |
| --------- | --- | -------- | -------------------------------------- | ------- | -------- | --------------- | ------------------------------------ | --------------------- |
| Перемога  | 1–0 | Apr 2021 | Copa Colsanitas, Колумбія              | WTA 250 | Ґрунт    | Еліксан Лешемія | Міхаела Бузернеску Анна-Лена Фрідзам | 6–3, 6–4              |
| Перемога  | 2–0 | Чер 2023 | Nottingham Open, Сполучене королівство | WTA 250 | Трава    | Ульрікке Ейкері | Гаррієт Дарт Гезер Вотсон            | 7–6(8–6), 5–7, [10–8] |
| Перемога  | 3–0 | Вер 2023 | Pan Pacific Open, Японія               | WTA 500 | Хард     | Ульрікке Ейкері | Ері Ходзумі Ніномія Макото           | 3–6, 7–5, [10–5]      |

## Фінали турнірів WTA Challenger

### Парний розряд: 3 титули
| Результат | В–П | Дата     | Турнір                     | Поверхня | Партнер         | Супротивники                                   | Рахунок          |
| --------- | --- | -------- | -------------------------- | -------- | --------------- | ---------------------------------------------- | ---------------- |
| Перемога  | 1–0 | Тра 2023 | WTA 125 Florence, Італія   | Грунт    | Вівіан Гайсен   | Ейджа Мухаммад Джуліана Ольмос                 | 1–6, 6–2, [10–8] |
| Перемога  | 2–0 | Чер 2023 | WTA 125 Makarska, Хорватія | Грунт    | У Фансьєнь      | Анна Сіскова Рената Ворацова                   | 6–3, 7–5         |
| Перемога  | 3–0 | Сер 2023 | WTA 125 Chicago, США       | Хард     | Ульрікке Ейкері | Крістіна Букша Панова Олександра Олександрівна | без гри          |